# Hyundai Mighty
O Mighty é um modelo comercial leve da Hyundai.